# Hans Kmoch

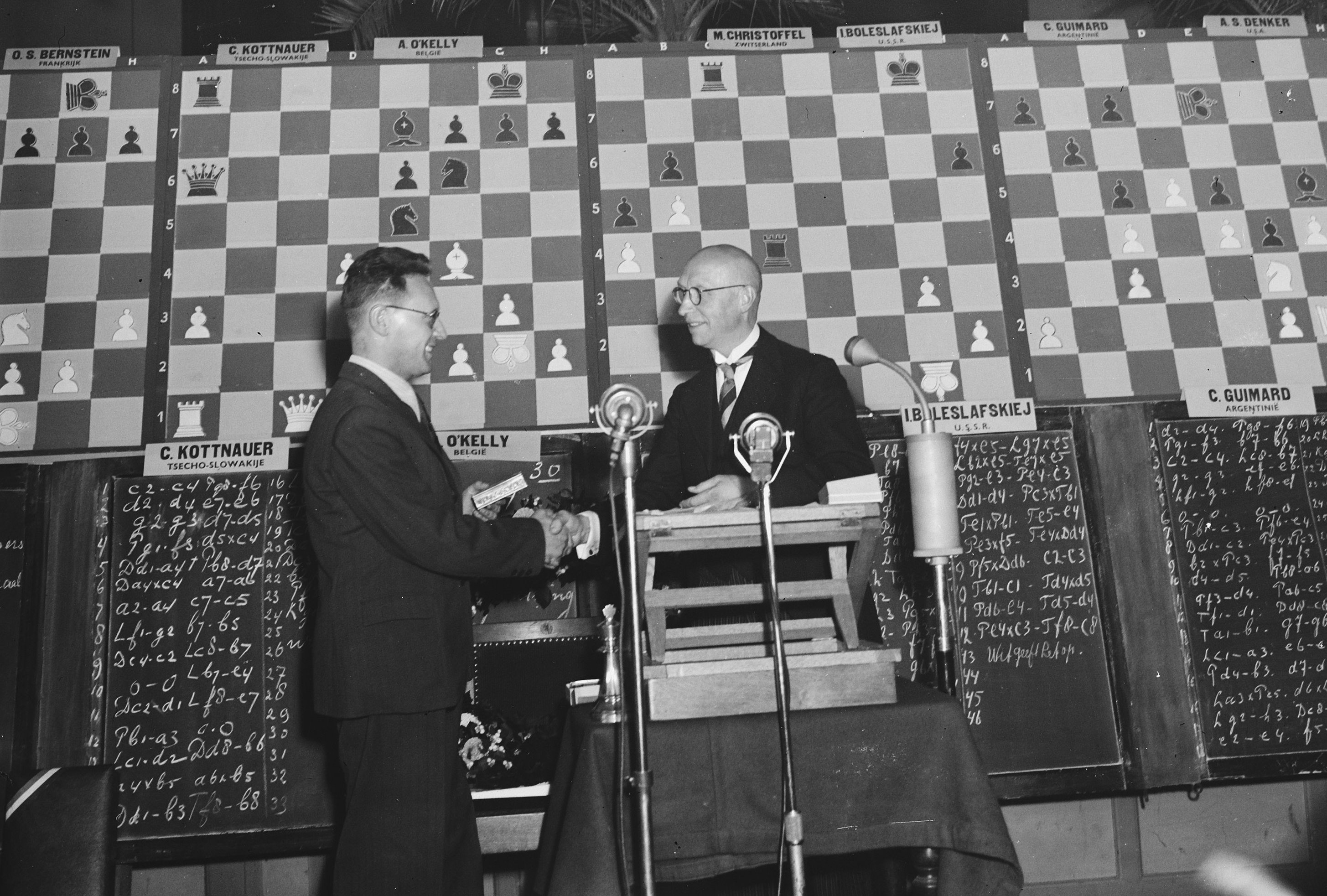
Botwinnik und Hans Kmoch (Groningen, 1946)

Johann »Hans« Joseph Kmoch (* 25. Juli 1894 in Wien; † 13. Februar 1973 in New York City) war ein in die USA emigrierter österreichischer Schachspieler, Schachschiedsrichter und Schachjournalist.

## Leben und Wirken
Im Jahre 1921 errang Kmoch mit Josef Krejcik durch einen geteilten ersten Platz im Hauptturnier des Österreichischen Schachverbandes den Meistertitel. Mitte der 1920er Jahre machte er mit guten Resultaten auch international auf sich aufmerksam. Er gewann 1925 in Debrecen ein internationales Turnier und teilte 1926 in Budapest Platz 3 und 4. 1930 gewann er gut besetzte Turniere in Wien und Ebensee. 1927, 1930 und 1931 vertrat er Österreich bei der Schacholympiade. 1934 nahm er gemeinsam mit Max Euwe an einem sowjetischen Turnier in Leningrad teil, wo er Platz 7 und 8 teilte. Sein letztes Turnier als aktiver Spieler war Baarn 1941, wo er Zweiter hinter Max Euwe wurde. Seine beste historische Elo-Zahl von 2664 erreichte er im April 1941.
Seitdem er eine Schachprofilaufbahn begonnen hatte, war er auch journalistisch tätig. Er berichtete für Schach- und Tageszeitungen in der ganzen Welt vom internationalen Schachgeschehen. Von Georg Marco übernahm er die Schachrubrik im Neuen Wiener Journal. Er schrieb auch für die Wiener Schachzeitung und war für seine Parodien bekannter Schachmeister bekannt.
1930 veröffentlichte er einen Nachtragsband zu dem von Paul Rudolph von Bilguer begründeten Handbuch des Schachspiels. Dabei profitierte er davon, dass ihm Albert Becker seine umfangreiche Eröffnungskartei zur Verfügung stellte.
Kmoch war Sekundant von Alexander Aljechin während seiner WM-Kämpfe gegen Efim Bogoljubow und Turnierleiter während des WM-Kampfes Aljechins gegen Max Euwe 1935. Im Jahre 1932 siedelte Kmoch, der mit einer Jüdin verheiratet war, von Österreich in die Niederlande um und nach Beendigung des Zweiten Weltkrieges 1947 weiter in die USA. Hier arbeitete er für Schachzeitschriften wie Chess Life und Chess Review. Im Jahre 1950 verlieh ihm die FIDE den Titel Internationaler Meister und 1951 den eines Internationalen Schiedsrichters.
Einen bleibenden Namen machte sich Kmoch durch seine nach wie vor geschätzten Bücher.

## Publikationen
- Die Kunst der Verteidigung. Berlin/Leipzig 1927.
- Nachtrag zum Handbuch des Schachspiels von Bilguer für die Jahre 1916–1929. Berlin/Leipzig 1930.
- Rubinstein gewinnt! Wien 1933.
- Tagebuch vom Wettkampf Aljechin-Euwe. Wien 1936.
- Die Kunst der Bauernführung. Siegfried Engelhardt, Berlin 1956.